# 圣让德穆瓦朗
圣让德穆瓦朗（法語：Saint-Jean-de-Moirans，法語發音：[sɛ̃ ʒɑ̃ də mwaʁɑ̃]，意为“穆瓦朗的圣让”）是法国伊泽尔省的一个市镇，属于格勒诺布尔区。

## 地理
圣让德穆瓦朗（45°20'28"N, 5°34'56"E）面积6.43 平方千米，位于法国奥弗涅-罗讷-阿尔卑斯大区伊泽尔省，该省份为法国东南部内陆省份，北起顺时针与安省、萨瓦省、上阿尔卑斯省、德龙省、阿尔代什省、卢瓦尔省和罗讷省。
与圣让德穆瓦朗接壤的市镇（或旧市镇、城区）包括：瓦龙、沃雷普、拉比斯、库布勒维、穆瓦朗。

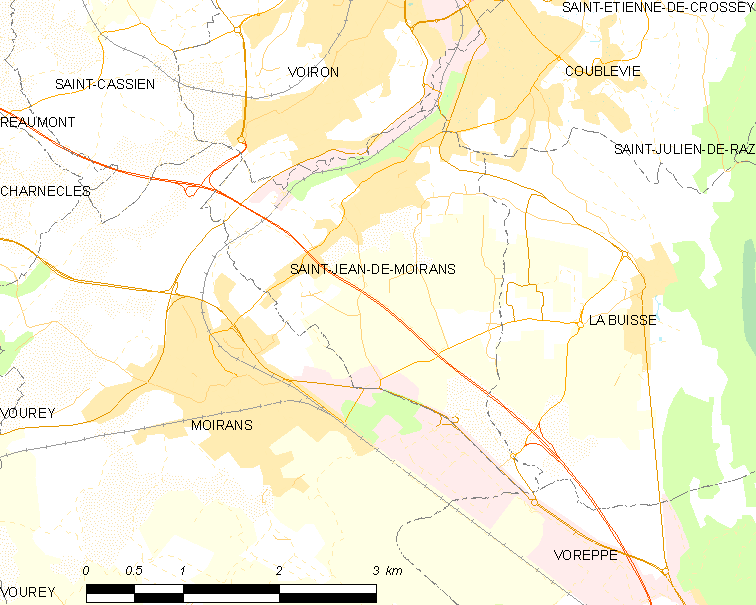
圣让德穆瓦朗的OSM定位图

圣让德穆瓦朗的时区为UTC+01:00、UTC+02:00（夏令时）。

## 行政
圣让德穆瓦朗的邮政编码为38430，INSEE市镇编码为38400。

## 政治
圣让德穆瓦朗所属的省级选区为蒂兰县。

## 人口

1962-2008年间圣让德穆瓦朗人口变化图示

圣让德穆瓦朗于2022年1月1日时的人口数量为3601人。